# Fernando Ramallo
Pour les articles homonymes, voir Ramallo (homonymie).
Fernando Ramallo, né à Madrid le 3 avril 1980, est un acteur espagnol.

## Biographie
Il grandit dans le quartier de Puerta del Ángel à Madrid. Il devient très vite une révélation du cinéma espagnol, carrière qu'il a commencée par hasard, en venant à un casting de David Trueba à l'instituto Joaquín Turina de Madrid. Le jeune homme fait montre de grandes qualités d'acteur dans son rôle de Tristán dans La buena vida. Il obtient un prix Goya en tant que meilleur espoir masculin dans Carreteras secundarias. Trois ans plus tard, il est Ramón dans El corazón del guerrero et Dani dans Krámpack, qui remporte un grand succès. 
Il apparaît ensuite dans la superproduction  El corazón de la tierra, où il surprend par le changement de son aspect physique et son interprétation, aux côtés de Catalina Sandino et de Sienna Guillory.
Il joue aussi dans plusieurs séries télévisées, comme London Street, Ellas son así ou encore Diez en Ibiza.

## Filmographie

### Cinéma
- Sexy Killer (Sexykiller, morirás por ella) (2008)
- Ejecutores (2009)
- El corazón de la tierra (2007)
- WC (corto) (2005)
- Mola ser malo (corto) (2005)
- Donde nadie nos ve (2005)
- Condon Express (2005)
- A + (Amas) (2004)
- Seres queridos (Tellement proches !) (2003)
- El despropósito (2004)
- Entre abril y julio (2002)
- El lado oscuro (2002)
- Algunas chicas doblan las piernas cuando hablan (2001)
- Año cero (2001)
- Krámpack (2000)
- El corazón del guerrero (2000)
- La cartera (2000)
- Cero en conciencia (2000)
- La mujer más fea del mundo (1999)
- Paréntesis (1999) (corto)
- Discotheque (1999)
- El nacimiento de un imperio (1998)
- Carreteras secundarias (1997)
- La buena vida (1996)

### Télévision
- London Street
- La boda
- Love story
- Moder no hay más que guan
- Yo zoy ingléz
- A las once en casa
- A flor de piel
- Ellas son así
- Ahora o nunca
- Catering de amor
- Cocinando con su enemigo
- Cosas de mujer
- Crisis, ¡qué crisis!
- No hay más preguntas
- Aquí no hay quien viva (version originale espagnole de Faites comme chez vous !)
- Érase un premio
- Diez en Ibiza
- XII Edición de los Premios Goya (Co-Presentador) 2008
- ¿Hay alguien ahí?

## Théâtre
- La noche del oso (2005), dirigé par Ernesto Caballero.
- Madame Bovary (2012), dirigé par Magüi Mira selon l'adaptation d'Emilio Hernández. Teatro Bellas Artes
- Solicitud de amistad pendiente (2013), dirigé par José Luis Sixto et Y Álex Mendibil Sala Tú
- Amor (2013), dirigé par Jorge Naranjo. Sala Tú

## Distinctions
- Prix Goya du meilleur espoir masculin pour Carreteras secundarias (1997).
- Nomination au prix de la Unión de Actores (1997).